# Hannes Hofbauer
Hannes Hofbauer (* 1955 in Wien) ist ein österreichischer Autor und Verleger des Promedia Verlags in Wien.

## Publizistik und Wirken
In der zweiten Hälfte der 1980er Jahre schrieb Hofbauer für das von Muammar al-Gaddafi finanzierte Magazin MOZ.
Später schrieb Hofbauer unregelmäßig für die Monatszeitschrift analyse & kritik und bis 2018 für die junge Welt, das Neue Deutschland und das Quartalsmagazin Hintergrund. Des Weiteren war er Mitglied der Redaktion und Geschäftsführer des Monatsmagazins Lunapark21. Früher schrieb er auch für die Zeitschrift Konkret. Er gibt auch Interviews in den deutschsprachigen Formaten des russischen Propagandasenders RT sowie auf dem als verschwörungstheoretisch kritisierten Portal KenFM. Seine Tätigkeit für RT mit Podcasts und Interviews setzte er auch nach dem russischen Überfall auf die Ukraine fort. Hofbauer war Autor des Magazins Compact und ab 2017 Beitragender im verschwörungstheoretischen Blog Rubikon (bzw. Manova), wo er auch im Beirat (umbenannt in Freundeskreis) ist. Ebenso schreibt er für NachDenkSeiten.
Seit Mitte der 1990er Jahre leitet Hofbauer den Promedia Verlag, dem er seit den 1980er Jahren als Mitarbeiter angehörte. 2005 geriet er in die Kritik als Verleger des antisemitischen Buches Blumen aus Galiläa von Israel Schamir. Während der COVID-19-Pandemie war Hofbauer aktiv bei den Anti-Maßnahmen-Protesten in Österreich und publizierte zwei Bücher und zahlreiche Artikel zur Thematik. Der Standard (11. August 2022) rechnete Hofbauer im Zusammenhang mit der Organisation einer Corona-Demonstration „zu einem obskuren Bündnis (…), das Verschwörungstheorien und esoterischen Strömungen anhängt“. Eine Rezension von Kultur und Politik charakterisierte das von Hofbauer herausgegebene Buch Lockdown 2020 als „Reihe von Verschwörungstheorien“, die „partiell an strukturellen Antisemitismus grenzen“.
In seinen Publikationen und Interviews vertritt Hofbauer antiamerikanische und Anti-EU- sowie pro-russische Positionen.
Hofbauer ist Lebenspartner der Historikerin Andrea Komlosy.

## Veröffentlichungen
- mit Andrea Komlosy: Das andere Österreich: Vom Aufbegehren der kleinen Leute – Geschichten aus vier Jahrhunderten, Wien 1987, ISBN 3-900478-14-7
- mit Andrea Komlosy (Hrsg.): André Gunder Frank/Fuentes Frank Marta: Widerstand im Weltsystem: Kapitalistische Akkumulation – staatliche Politik – soziale Bewegung, Wien 1990, ISBN 3-900478-32-5
- Der Wilde Osten: Reportagen vom Rande Europas, Wien 1991, ISBN 3-900478-42-2
- mit Franz Delapina: Ungarn im Umbruch, Wien 1991, ISBN 3-85115-146-1
- Westwärts – Österreichs Wirtschaft im Wiederaufbau, Wien 1992, ISBN 3-85115-152-6
- mit Viorel Roman: Bukowina, Bessarabien, Moldawien – Vergessenes Land zwischen Westeuropa, Russland und der Türkei, Wien 1993 (Bukarest 1995 auf Rumänisch; Cernovci 1996 auf Russisch), ISBN 3-900478-71-6
- mit Jürgen Elsässer u. a.: Krisenherd Europa: Nationalismus – Regionalismus – Krieg, Stuttgart 1994, ISBN 3-923478-89-5
- mit Viorel Roman: Transsilvanien Siebenbürgen: Begegnung der Völker am Kreuzweg der Reiche, Wien 1996, ISBN 3-85371-115-4
- mit Julian Bartosz: Schlesien: Europäisches Kernland im Schatten von Wien, Berlin und Warschau, Wien 2000, ISBN 3-85371-163-4
- (als Herausgeber): Balkankrieg: Zehn Jahre Zerstörung Jugoslawiens, Wien 2001, ISBN 3-85371-179-0
- Bukowina, Bessarabien, Moldawien, Wien 2002. ISBN 3-85371-126-X
- Osterweiterung – Vom Drang nach Osten zur peripheren EU-Integration, Wien 2003, ISBN 3-85371-198-7
- Mitten in Europa: Politische Reiseberichte aus Bosnien-Herzegowina, Belarus, der Ukraine, Transnistrien/Moldawien und Albanien. Wien 2006, ISBN 3-85371-250-9
- EU-Osterweiterung. Historische Basis – ökonomische Triebkräfte – soziale Folgen, Wien 2007, ISBN 3-85371-273-8
- Experiment Kosovo: Die Rückkehr des Kolonialismus, Wien 2008, ISBN 3-85371-285-1
- mit Georg Fülberth u. a.: Wirtschafts- und Finanzkrisen im Kapitalismus: Historische und aktuelle Aspekte, Wien 2010, ISBN 3-9501986-9-5
- Verordnete Wahrheit, bestrafte Gesinnung – Rechtsprechung als politisches Instrument, Wien 2011, ISBN 978-3-85371-329-7
- mit David X. Noack: Slowakei: Der mühsame Weg nach Westen, Wien 2012, ISBN 978-3-85371-349-5
- Die Diktatur des Kapitals: Souveränitätsverlust im postdemokratischen Zeitalter, Wien 2014, ISBN 978-3-85371-376-1
- Feindbild Russland: Geschichte einer Dämonisierung, Wien 2016, ISBN 978-3-85371-401-0
- Kritik der Migration: Wer profitiert und wer verliert, Wien 2018, ISBN 978-3-85371-441-6
- Europa: Ein Nachruf, Wien 2020, ISBN 978-3-85371-475-1
- (als Herausgeber): Lockdown 2020, Wien 2020, ISBN 3-85371-473-0
- (als Herausgeber mit Stefan Kraft): Herrschaft der Angst. Von der Bedrohung zum Ausnahmezustand. Promedia, Wien 2021, ISBN 978-3-85371-488-1
- Zensur. Publikationsverbote im Spiegel der Geschichte. Vom kirchlichen Index zur YouTube-Löschung. Promedia, Wien, 2022, ISBN 978-3-85371-497-3.
- (als Herausgeber mit Stefan Kraft): Kriegsfolgen. Wie der Kampf um die Ukraine die Welt verändert. Promedia, Wien, 2023, ISBN 978-3-85371-511-6.
- Im Wirtschaftskrieg. Die Sanktionspolitik des Westens und ihre Folgen. Das Beispiel Russland. Promedia, Wien, 2024, ISBN 978-3-85371-533-8.